# Ramon Trencavell II
Ramon Trencavell II (v. 1204 - v. 1267), membre de la Casa Trencavell, buscarà durant molts d'anys de recuperar les possessions que la croada albigesa havia espoliat al seu pare. Es va oposar moltes vegades a Amalric de Montfort, fill de Simó, llavors establert sobre els antics dominis de Trencavell.

Escut dels Trencavell abans de 1247 : fascé de gueules et d'argent, chargé de ravelles de sable

Ramon és encara jove, quan els croats fan el setge de la ciutat de Carcassona, llavors tinguda pel seu pare Ramon Roger Trencavell el 1209. A la presa de la ciutat, Simó IV de Montfort, llavors cap militar de la croada, farà empresonar Ramon Roger als seus propis calabossos. A la mort d'aquest, el 10 de novembre de 1209, Simó de Montfort, que sol·licitava els territoris Trencavell, fa signar a Agnès de Montpeller, l'esposa del difunt, una renunciació sobre els seus drets així com els del seu fill. En contrapartida, va rebre una renda vitalícia de tres mil sous i el reemborsament sobre un any, realitzat en quatre pagaments, del seu dot que puja a vint-i-cinc mil sous. Ramon és llavors confiat sota la tutela del comte Ramon Roger I de Foix.

## Primera reconquesta
Ramon va prendre una part activa en la reconquesta occitana portada per Ramon VII de Tolosa. En efecte, a partir de 1216, el país s'aixeca contra Simó de Montfort. El 1218 mor Simó durant el setge de la ciutat de Tolosa. El seu successor, el seu fill Amalric serà incapaç de fer de cara a aquesta revolta general i restituirà a poc a poc les terres conquerides en el moment de la croada dels Albigesos. El 1224, Carcassona és represa i Ramon VII ofereix la ciutat al seu posseïdor legítim: Ramon de Trencavell.
La conservarà fins a 1226, any en què Lluís VIII de França vindrà a sotmetre la ciutat de nou. Aquesta expropiació serà portada a terme pel tractat de Meaux a París el 1229 que farà de la ciutat un possessió reial. Ramon s'ha d'exiliar a la corts del rei d'Aragó.

## Segona reconquesta
El 1240, Ramon, que posseïa encara nombrosos contactes al país, decideix recuperar una altra vegada la ciutat de Carcassona, amb l'ajuda d'Oliver de Tèrme i Jasbert de Barberà. El 17 de setembre, aprofita la complicitat de la noblesa local i dels habitants dels ravals de la ciutat per assetjar la ciutat. Els combats duraran 25 dies. Quan la ciutat estava a punt de ser reconquerida en mans dels faidits que acompanyen Ramon, l'exèrcit reial arribà per socórrer la ciutat. L'11 d'octubre, Ramon ha d'aixecar la setge ràpidament i fugir cap a Montréal on serà perseguit i assetjat al seu torn. Aconsegueix escapar-se i se'n va anar de nou a exili a Aragó.

## Submissió i presa de la creu
El 1246, Ramon serà obligat a renunciar als seus drets. L'any següent, trencarà el seu segell de vescomte de Besiers i Carcassona en penyora de submissió al rei de França, Lluís IX. Va formar més tard part de la Setena Croada, l'últim acte conegut amb data de 1263. Se suposa que morí abans del 1267, data en la qual el seu fill Roger apareix sota el títol de Roger de Besiers, fill de Trencavell, dit vescomte de Besiers.

Escut dels Trencavell després de 1247 : fascé de gueules et d'hermine